# John Sherman Cooper
John Sherman Cooper (Somerset, 1901. augusztus 23. – Washington, 1991. február 21.) az Amerikai Egyesült Államok szenátora (Kentucky, 1946–1949 és 1952–1955 és 1956–1973).